# Tagebau Amsdorf

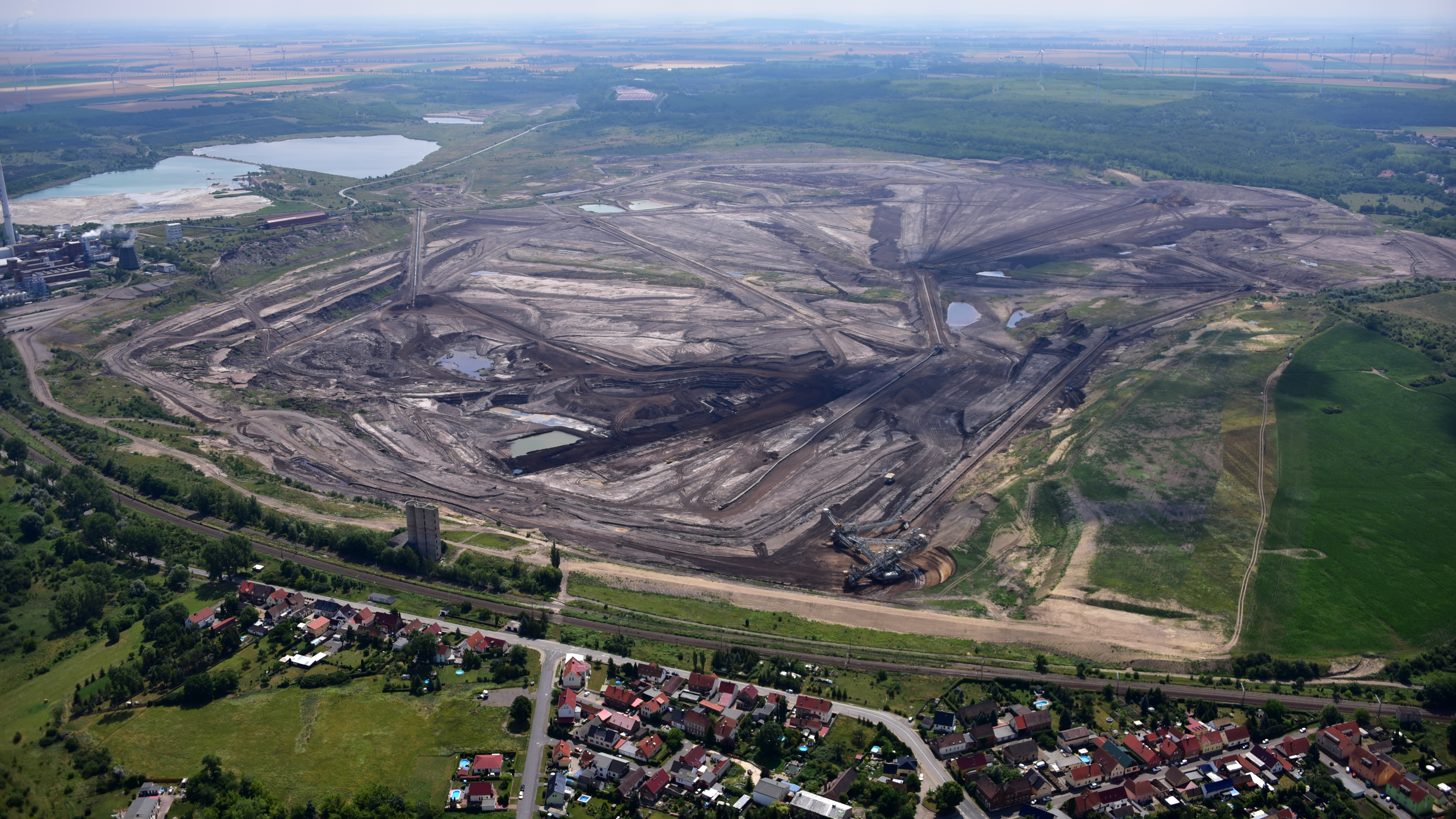
Tagebau Amsdorf, Luftaufnahme (2017)

Der Tagebau Amsdorf der Romonta GmbH im mitteldeutschen Braunkohlerevier in Sachsen-Anhalt wurde nach dem gleichnamigen Dorf im Landkreis Mansfeld-Südharz benannt.

## Geographie
Der Tagebau liegt im Osten des Mansfelder Landes, etwa 15 km westlich von Halle und 12 km südöstlich von Eisleben. Das Mansfelder Land gehört zum südöstlichen Harzvorland. Das Gebiet wird durch zwei geographische Großlandschaften geprägt, das nördlich gelegene östliche Harzvorland und die Querfurter Platte im Süden. Beide werden durch den Teutschenthaler Salzsattel getrennt.
Im Tagebau werden zwei verschiedene Kohleflöze abgebaut. Das obere Flöz I ist etwa 5 m mächtig, das untere Flöz II etwa 18 m. Das Deckgebirge ist etwa 80 m mächtig und wird in bis zu 5 Abraumschnitten abgetragen. Der Abraum wird mittels Bandanlagen einem Absetzer zugeführt und zur Gestaltung der Bergbaufolgelandschaft verwendet.
Ein besonderes Charakteristikum des Tagebaus Amsdorf ist, dass die dort geförderte Braunkohle einen außerordentlich hohen Gehalt an Bitumen aufweist. Die an den Tagebau angeschlossene Montanwachsfabrik deckt, nach eigenen Angaben, derzeit etwa 80 % des Weltmarktbedarfs an Montanwachs.

## Geschichte
Früher wurde in Amsdorf Kohle im Tiefbau gewonnen, die bereits 1922 in einer Fabrik zu Montanwachs verarbeitet wurde. Seit 1959 wird der Tagebau betrieben.

## Geologie des Gebietes

### Regionale Geologie
Das Amsdorfer Revier liegt innerhalb des Oberröblinger Braunkohlenbeckens am Nordostrand der Querfurter Mulde. Südlich wird die Lagerstätte vom Ausbiss des Muschelkalks begrenzt, nördlich und östlich vom herzynisch streichenden Teutschenthaler Salzsattel. Die Bildung der Lagerstätte ist eng mit dem Wandern von Salzen im Teutschenthaler Sattel verbunden. Dieses führte zu einer Absenkung der Querfurter Mulde. Wuchsen die Braunkohlenmoore genauso schnell wie sich der Untergrund absenkte, kam es zur Flözbildung, war die Absenkrate größer, lagerten sich siliziklastische Sedimente ab. Der maximale Absenkbetrag wird im Muldentiefsten mit 150 m angenommen. Auf diese Art kam es nach einer Phase der klastischen Sedimentation zur Ablagerung der beiden Hauptflöze, von denen das Ältere eine maximale Mächtigkeit von 10 m und das Jüngere eine Mächtigkeit von bis zu 23 m erreicht. Getrennt werden die Flöze durch eine toniges bzw., in den Randbereichen des Absenkraumes, sandiges Zwischenmittel. Über den beiden Hauptflözen wechseln sich drei geringmächtige Oberflöze mit Tonen, Schluffen und Sanden ab. Nach der Ablagerung des stratigraphisch jüngsten Oberflözes, dem 1. Oberflöz, erfolgte die Rupelhaupttransgression. Es bildeten sich hier auf eine basale Kieslage folgend, zuerst feinsandige (Rupelsand) und nachfolgend tonige Sedimente (Rupelton). Sowohl das 1. Oberflöz als auch der Rupelsand und der Rupelton werden dem Rupelium zugeordnet. Über den Ablagerungen des Rupeliums sind diskordant quartäre Sedimente abgelagert worden. Da jüngere oligozäne Sedimente nicht vorhanden sind, ist es wahrscheinlich, dass Teile paläogener Sedimente aufgearbeitet und erodiert wurden und sich so die Mächtigkeit des anstehenden Rupels verringerte.
Der Tagebau Amsdorf ist unter Paläontologen bekannt für die reichhaltige marine Makrofossilfauna der Rupeltone. Diese setzt sich vor allem aus carnivoren Schnecken und Muscheln zusammen.

### Oligozäne Deckschichten
Während des Rupeliums war beinahe der gesamte nordostdeutsche Raum marines Sedimentationsgebiet. Der Südrand dieses Gebietes ist durch wechselnde brackisch-marine bzw. terrestrische Sedimente geprägt. Während sich im Paläozän die marine Sedimentation noch vorwiegend auf den Nordteil dieses Gebietes beschränkte, war das Eozän durch einen großen Ästuar im Westteil geprägt. Der Mündungstrichter des Ästuars verlagerte sich dabei aus dem Raum Helmstedt nach Südwesten in Richtung Leipziger Bucht.
Im Rupelium wurde das gesamte Gebiet vom Meer überflutet. Die Meeresablagerungen dieses Zeitraums sind bis in das südliche Sachsen-Anhalt nachweisbar. Durch diese Transgression wurde über die Hessische Senke, das Mainzer Becken und den Oberrheingraben die Verbindung zur Tethys geschaffen. Es kam zur Ablagerung mächtiger, lithologisch sehr unterschiedlicher Sedimente. Aufgrund des Foraminifereninhalts kann das Rupel in 4 Zonen untergliedert werden. Während der ersten, stratigraphisch ältesten Zone, dem Rupel 1, war das oligozäne Epikontinentalmeer, in der Literatur auch Nordmeer genannt, vermutlich flach und inselreich und wies meist sandige Sedimentation sowie relativ starke Strömungen auf. Diese Konstellation war wenig günstig für eine artenreiche Fauna. Im Rupel 1 sind artenarme Faunen aus Fischresten und Agglutinantia dominant. Die artenreichere Fauna des Rupel 2 lässt auf eine Vertiefung des Meeres schließen, gleiches lässt sich auch aus den nun weit verbreiteten mergeligen Ablagerungen ableiten. Da diese Ablagerungen die am weitesten verbreiteten Rupelsedimente darstellen, wird das Rupel 2 auch als Höhepunkt der Oligozäntransgression gesehen. Das Rupel 3 ist durch eine kurzzeitige Regression gekennzeichnet. Die häufigsten Mikrofossilien sind hier, genau wie im Rupel 1 Sandschaler und Fischreste. Im Rupel 4 stieg der Meeresspiegel wieder an und schuf so abermals günstigere Bedingungen. Die Fauna ist hier, wie im Rupel 2, wieder arten- und individuenreich.
Der Tagebau Amsdorf stellt das einzige aufgeschlossene Vorkommen marinen Rupels westlich von Halle (Saale) dar, welches insbesondere wegen der vermuteten Insellage des Harzes und der Verbindung zur Hessischen Senke und dem Mainzer Becken von Interesse ist. Die Diskussion um die Stratigraphie des Oligozäns, insbesondere der Stellung des Latdorfs und der Eozän-Oligozän-Grenze, gilt als noch nicht abgeschlossen.

## Eigenschaften der Kohle
Die Amsdorfer Kohle ist besonders bitumenreich. Im Tagebau zeigt sich dies an hellen Bändern im Flöz.

## Technik

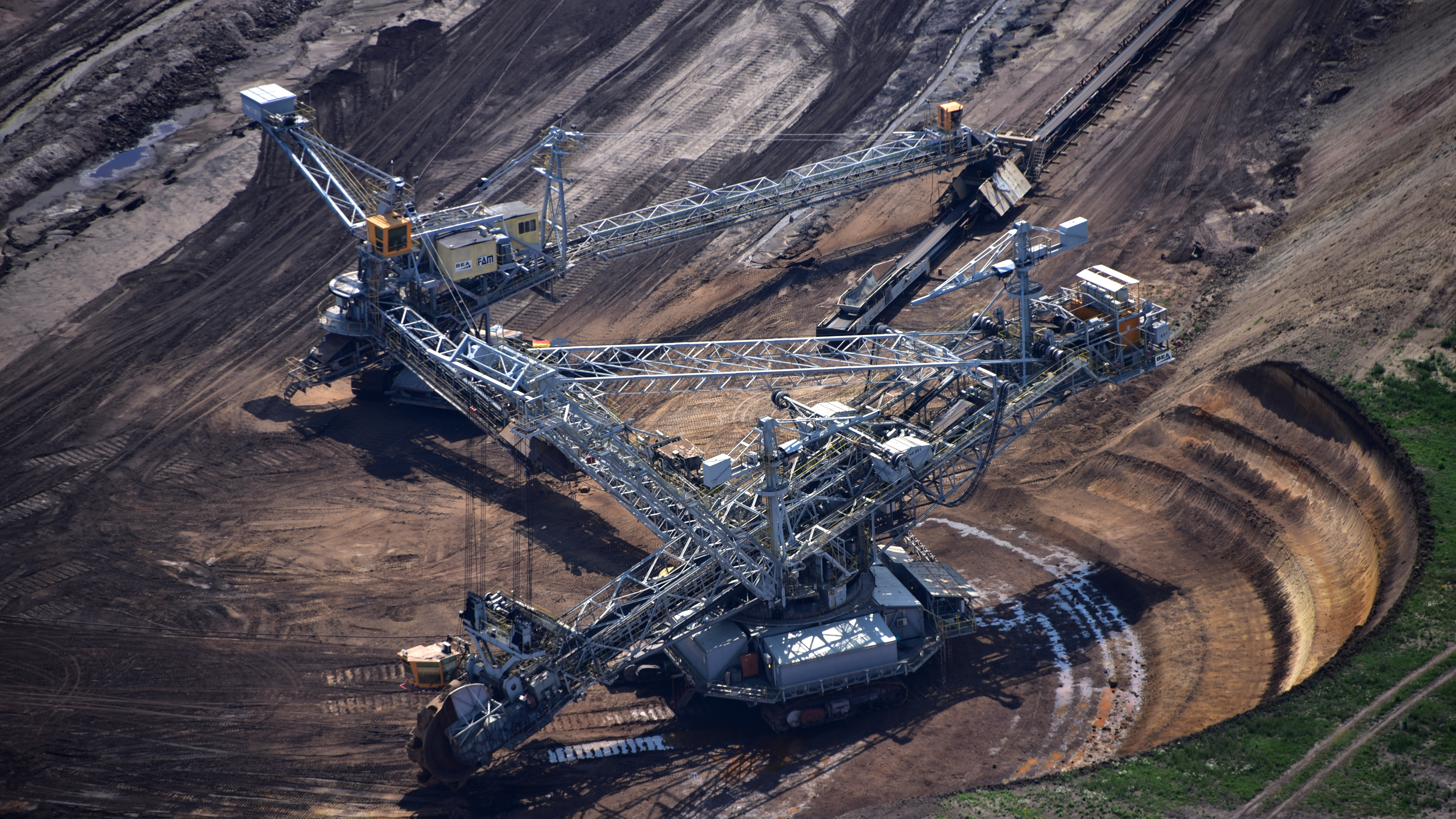
Tagebau Amsdorf, Schaufelradbagger, Luftaufnahme (2017)

Im Tagebau Amsdorf erfolgt die Freilage der Kohle über einen Abraum-Band-Betrieb mittels eines Schaufelradbaggers und eines Absetzers. Die Gewinnung der Kohle erfolgt mit mobiler Technik.

### Großgeräte im Vorschnittbetrieb
- Bandwagen 820 BRs 1400
- Absetzer 1091 ARs-B 2500.50
- Schaufelradbagger 1447 SRs 1200a[10]

## Unfälle
Der erste und bislang einzige schwerere Unfall in der Grube ereignete sich in der Nacht vom 5. auf den 6. Januar 2014. Am Südhang des Tagebaus rutschte die Böschung unterhalb einer Abraumhalde und mit ihr der Bandabsetzer ab. Menschen kamen dabei nicht zu Schaden. Bis zur Beseitigung der Schäden und zur Klärung der Ursache durch Experten des Landesamtes für Geologie und Bergwesen ruhte der Tagebaubetrieb vollständig. Ende Oktober 2014 war der beschädigte Bandabsetzer repariert und der Abraumbetrieb wurde wiederaufgenommen. Bis zur Fortsetzung der Kohleförderung am 1. April 2015 mussten die 1500 Tonnen Braunkohle, die täglich zur Aufrechterhaltung der Rohmontanwachsproduktion und der Stromerzeugung im werkseigenen Kraftwerk nötig sind, mit LKW aus dem Tagebau Vereinigtes Schleenhain angeliefert werden.